# Tamallalt
Tamallalt (àrab: تملالت, Tamallālt; amazic estàndard marroquí: ⵜⴰⵎⵍⵍⴰⵍⵜ, Tamllalt) és un municipi de la província d'El Kelâa des Sraghna, a la regió de Marràqueix-Safi, al Marroc. Segons el cens de 2014 tenia una població total de 16.539 persones.